# محمد عبد الحيمد
محمد عبد الحيمد (بالبنغالية : আব্দুল হামিদ) (من مواليد 1 يناير 1944 في كامالبور بمنطقة كيشوريغانج)، وهو سياسي بنغلاديشي عضو في رابطة عوامي. بعد وفاة الرئيس محمد ظل الرحمن في 20 مارس 2013، تولى الرئاسة مؤقتا كونه رئيسا للجمعية الوطنية (جاتيا سانجشاد) .ثم انتخب رئيسا للجمهورية في 22 نيسان 2013، كونه المرشح الوحيد.